# Gustav Kadelburg

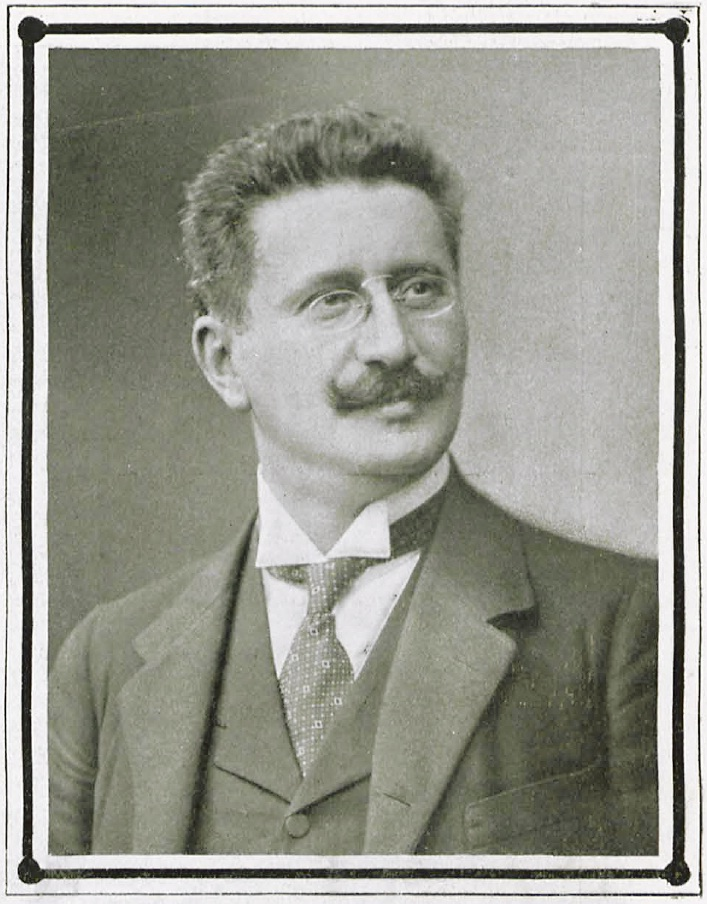
Gustav Kadelburg (1904)

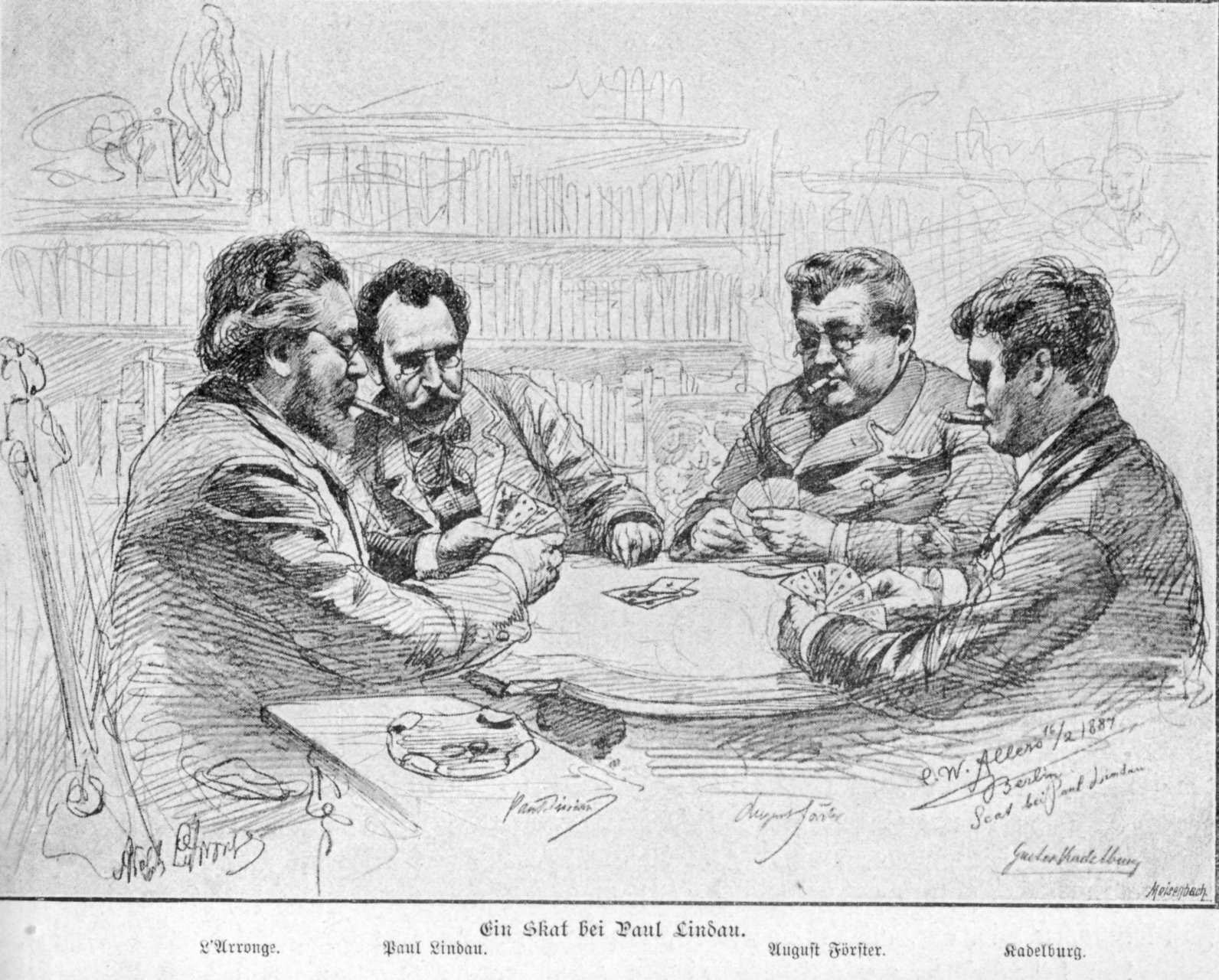
Gustav Kadelburg (ganz rechts) beim Skat mit Adolph L’Arronge (Dt. Theater Berlin), Paul Lindau (Hoftheater Meiningen) und August Förster (Hofburgtheater Wien). Zeichnung von C.W. Allers, 1887

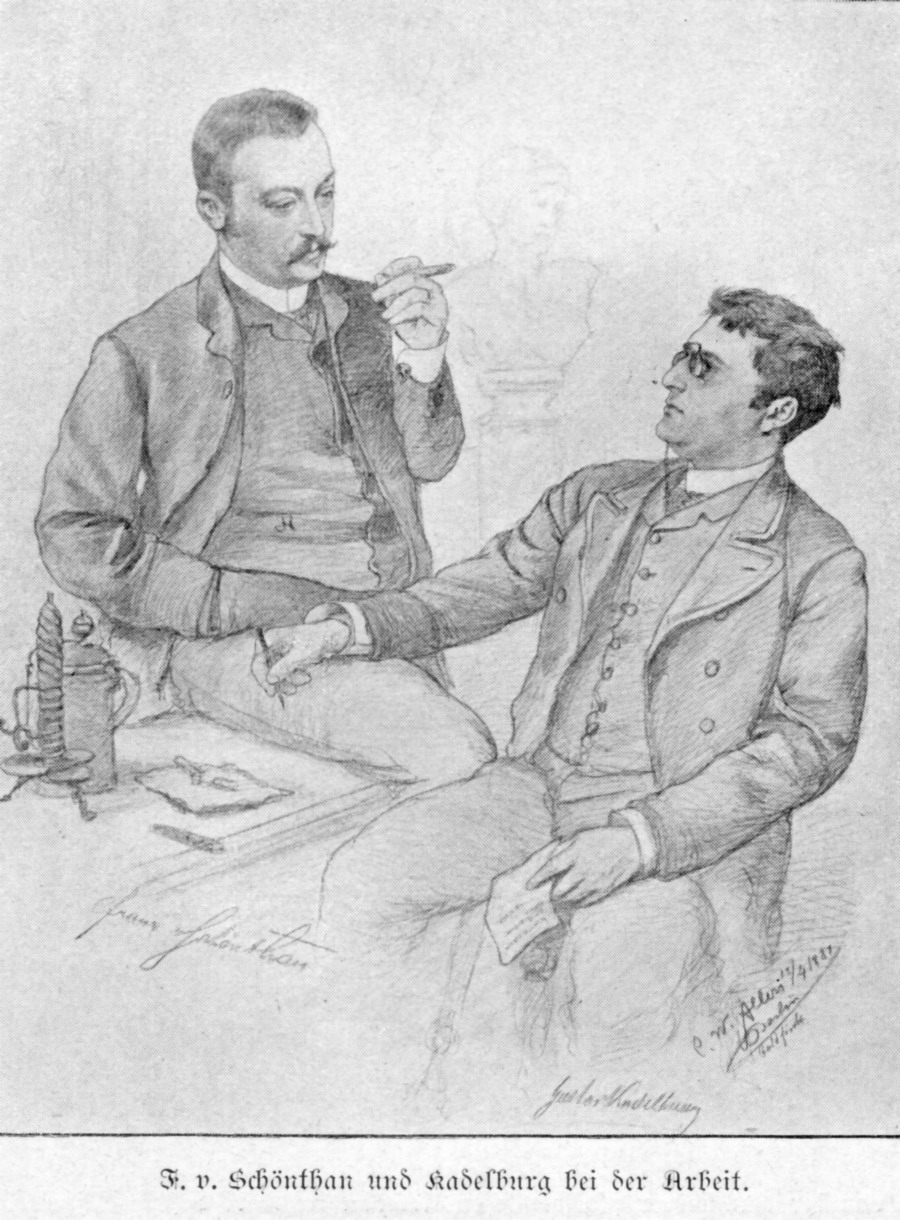
Franz von Schönthan (links) und Gustav Kadelburg, 1889

Gustav Kadelburg, auch Gustaf Kadelburg, (* 26. Juli 1851 in Pest; † 11. September 1925 in Berlin) war ein österreichischer Theaterschauspieler, Stückeschreiber und Librettist.

## Leben
Gustav Kadelburg wurde in Pest geboren und wandte sich gegen den Wunsch seines Vaters, wie ebenfalls sein jüngerer Bruder Heinrich Kadelburg, der Bühne zu. In Wien wurde Alexander Strakosch sein Schauspiellehrer. Kadelburg debütierte 1868 in Halle, wo er in bescheidener Stellung begann. Sein erster größerer Auftritt auf einer Theaterbühne war 1869 in Leipzig. Zwei Jahre später trat er im Wallner-Theater in Berlin auf. Von 1884 bis 1894 wirkte er am Deutschen Theater, wo ihm der Theaterleiter und Bühnenautor Adolph L’Arronge wertvolle Ratschläge zum Verfertigen von Lustspielen gab. In der Uraufführung von Gerhart Hauptmanns sozialen Drama Vor Sonnenaufgang am 20. Oktober 1889 durch die Freie Bühne im Lessingtheater übernahm er die Rolle des Ingenieurs Hoffmann. 
Obwohl als Schauspieler sehr erfolgreich, beendete er seine Schauspielkarriere 1894 und schrieb nur noch Komödien und Libretti, zum Beispiel zur Operette Alt-Wien nach der Musik von Joseph Lanner. Viele seiner Lustspiele entstanden in Zusammenarbeit mit Oscar Blumenthal oder Franz von Schönthan als Koautoren. Am bekanntesten wurde das wesentlich später von Ralph Benatzky vertonte Lustspiel Im weißen Rößl (1896). Sein Bühnenstück Familie Schimek wurde 1926 von Alfred Halm, 1935 von E. W. Emo und 1957 von Georg Jacoby unter gleichem Titel verfilmt.

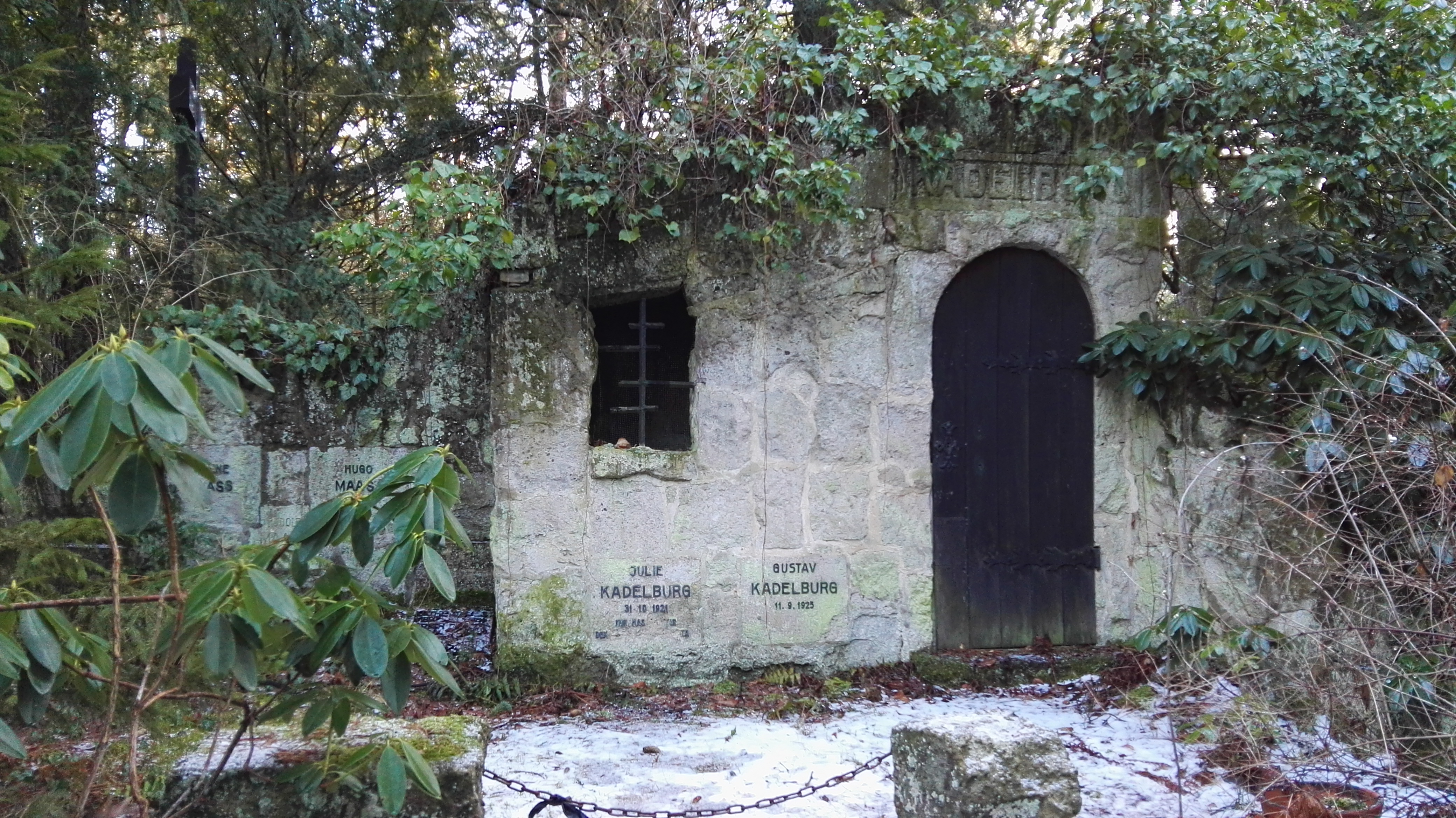
Grabstätte

Kadelburgs Grabstätte befindet sich auf dem Südwestkirchhof Stahnsdorf.